# سعید سالارزاده
سعید سالارزاده (۲۴ بهمن ۱۳۶۱ در بندر انزلی) بازیکن فوتبال اهل ایران است.

## زندگی‌نامه
سعید سالارزاده در ۲۴ بهمن ۱۳۶۱در محله ناصر خسرو انزلی، متولد شد.
وی فوتبال را در سال ۲۰۰۵ از باشگاه ملوان بندر انزلی شروع کرده، سالارزاده در نیم فصل ۲۰۱۳–۲۰۱۴ به تیم فولاد پیوسته و در سال ۲۰۱۴ به عضویت تیم نفت مسجد سلیمان درآمده است.

## افتخارات
- نایب قهرمانی جام حذفی
- ۲۵۵۰ دقیقه در لیگ نهم فوتبال ایران رکوردار بازی در ملوان است
- کاپیتان دوم ملوان در لیگ برتر یازدهم